# Friedrich Ernst (Siedler)

Brief des Friedrich Ernst von 1832 mit Publikation von 1834
(„The Winedale Story“, Center for American History)

Johann Friedrich Ernst, geboren als Christian Friedrich Diercks (* 18. Juni 1796 auf Burg Gödens bei Neustadtgödens (heute: Sande (Friesland)), Herzogtum Oldenburg); † zwischen 16. Mai und 10. Juli 1848 in Industry, Austin County, Texas, USA zählte mit seiner Familie zu den allerersten deutschen Siedlern in Texas und wurde zum Vater der Einwanderer.

## Familie
Er war der Sohn des Meine Dierks († 1800) und der Sybille Grimms. Doch seit seiner Flucht aus Oldenburg (1829) nannte er sich fortan nur noch Friedrich Ernst.
Diercks heiratete am 25. Oktober 1818 in Oldenburg Luise Gesine Auguste Weber (* 30. Juli 1800 in Ovelgönne, Herzogtum Oldenburg; † 1888 in Industry, Austin County, Texas, USA), die Tochter des Jacob Ludwig August Weber und der Friederike Catharina Sophie Meyer. Das Ehepaar hatte 7 Kinder, darunter die Tochter Caroline Ernst. Nach dem Tod ihres Ehemannes (1848) heiratete Luise in zweiter Ehe am 7. Februar 1849 Constantin Stoehr († um 1858). Luise Ernst/Stoehr berichtete später einem Reporter der Zeitung Texas Post in Galveston aus ihrem Leben. Diese Erinnerungen wurden 1884 auch auf Deutsch in der Zeitschrift Der Deutsche Pionier veröffentlicht.

## Leben
Bald nach dem Tod seines Vaters (1800), der Bediensteter auf der Burg Gödens war, zog seine Mutter mit ihm nach Varel (Herzogtum Oldenburg). Zunächst arbeitete er als einfacher Gärtner. Doch im Februar 1814 trat Diercks in das Regiment Oldenburg des Herzogs Peter von Oldenburg ein und diente dort als Soldat bis 1819. Als solcher nahm er gleich zu Anfang noch am Sechsten Koalitionskrieg gegen Napoleon Bonaparte teil. Im Juni 1819 verließ er das Militär im Rang eines Quartiermeisters und der Herzog machte ihn zum Beamten im Herzoglichen Postamt zu Oldenburg.
Doch zehn Jahre später, im September 1829, musste Diercks mit Ehefrau und seinen 5 Kindern fliehen (zwei Kinder waren schon gestorben), da er vom neuen Großherzog August von Oldenburg wegen Unterschlagung einer hohen Geldsumme verfolgt wurde. Ab jetzt nannte er sich nur noch Friedrich Ernst.
Die Familie Ernst floh über Bremen, Osnabrück und Münster nach Brüssel (Belgien) und bestieg in Le Havre (Frankreich) ein Segelschiff nach New York, wo sie Ende des Jahres ankam.
Für die erste Zeit kamen sie in New York in einer Pension unter, wo sie den Deutschen Charles Fordtran kennenlernten. Ernst und Fordtran wurden Freunde und beschlossen, gemeinsam nach Missouri zu gehen. Doch auf dem Schiff nach New Orleans lasen sie eine Broschüre über die ausgezeichneten Bedingungen und die Landvergabe im Westen der Kolonie eines gewissen Stephen F. Austin in Texas (heute Austin County), änderten sofort ihren Plan und stiegen in New Orleans auf den Schoner Saltillo nach Harrisburg (Texas) um. Sie erreichten Texas als erste deutsche Siedler am 9. März 1831.
Am 16. April 1831 nahm Ernst in Austin’s Kolonie ein 1.600 Hektar großes Stück Land am Westufer eines Nebenflusses des Mill Creek in Besitz, knapp 50 Kilometer nordwestlich von San Felipe (Texas), und Charles Fordtran wurde sein Nachbar.
Im Februar 1832 schrieb Ernst einen langen Brief an einen Freund in der deutschen Heimat, in dem er die Lebensbedingungen in Texas glorifizierte und Texas gewissermaßen als Paradies auf Erden ausmalte, obwohl er selbst mit Ehefrau und 5 Kindern nur in einer Hütte mit Strohdach, ohne Fenster oder Türen lebte. Nach seiner erzwungenen Flucht wäre das Gegenteil wohl auch eine Scham gewesen. Mit diesem Brief aber löste Ernst unbewusst und unbeabsichtigt eine Auswanderungswelle im nördlichen Deutschland aus: Der Brief wurde dort breit gestreut, sogar in einigen Zeitungen und 1834 als Broschüre veröffentlicht und ermutigte so andere Auswanderungswillige überwiegend aus dem Herzogtum Oldenburg, aus Holstein und Westfalen – ob aus wirtschaftlichen oder politischen Gründen (siehe „Dreißiger“) – zur Auswanderung nach Texas.
In der Folgezeit wurde Ernst zum wahren Wohltäter für seine Landsleute: Er stellte den Neuankömmlingen sein Haus zur Verfügung, bewirtete sie und unterstützte sie, soweit er konnte, sogar finanziell. So entstand sein Spitzname Vater der Einwanderer. Auch Robert Justus Kleberg und Albrecht von Roeder mit ihren Familien gehörten zu seinen ersten Gästen. In späteren Jahren amtierte Ernst als Friedensrichter des Austin Countys.
1838 verkaufte er Anteile seines Landbesitzes an neue Einwanderer. Aus dieser wachsenden Siedlung entstand allmählich der Ort Industry (Texas), die erste deutsche Stadt in Texas. Der Austin County wurde so zum Ursprung des relativ geschlossenen deutschen Siedlungsgebiets (German Belt) in Texas. Frühere Nachbarn in Deutschland waren oft auch in Texas wieder Nachbarn, so dass deutsche Sprache, Gebräuche und Traditionen auch weiterhin gepflegt wurden.
Ernst betätigte sich im Laufe der Jahre auf unterschiedlichsten Gebieten: Er pflanzte Obstbäume, baute Tabak an und stellte Zigarren her, die er in San Felipe (Texas), Houston und Galveston (Texas) verkaufte. Die sich entwickelnde Zigarren-Industrie gab seinem Heimatort später den Namen Industry. Ernst zeichnete die Wetterdaten (Niederschläge und Temperaturen) auf seiner Farm auf. Er gründete 1841 mit den Einwohnern von Industry und Catspring (Texas) den deutschen „Teutonia-Orden“. Er setzte sich beim texanischen Kongress für die Förderung der deutschen Einwanderung ein.
Der texanische Präsident Mirabeau B. Lamar (1798–1859) wollte ihn sogar einmal als Gesandten in die Niederlande schicken. Doch Ernst starb bereits 1848 im Alter von 52 Jahren.